# Liste des agglomérations de la Méditerranée les plus peuplées

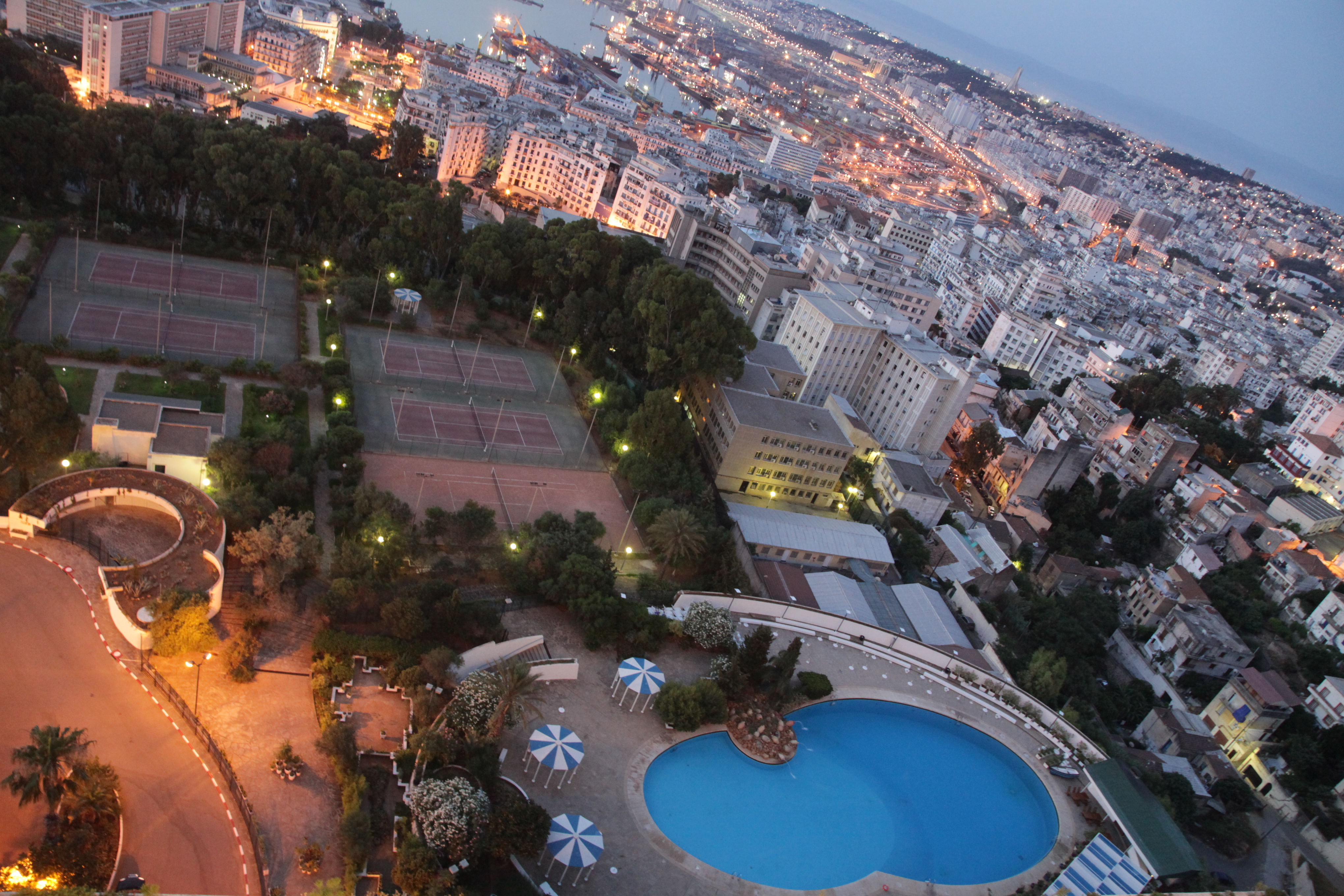
Alger, capitale algérienne et plus grande ville de Méditerranée.

Cet article présente la liste des agglomérations de la Méditerranée les plus peuplées. 
Par « agglomération de la Méditerranée », il faut comprendre les agglomérations situées directement sur les bords de la Méditerranée, à l'exclusion de toutes celles situées sans contact direct avec la mer. Leur population ne se limite pas à la ville elle-même, mais inclut également l'ensemble des banlieues de ces villes. 

## Liste
| Rang | Photos | Agglomération  | Pays      | Population |
| ---- | ------ | -------------- | --------- | ---------- |
| 1    |        | Alger          | Algérie   | 7 796 923  |
| 2    |        | Alexandrie     | Égypte    | 5 280 664  |
| 3    |        | Barcelone      | Espagne   | 5 327 872  |
| 4    |        | Naples         | Italie    | 4 434 136  |
| 5    |        | Izmir          | Turquie   | 4 279 677  |
| 6    |        | Tel Aviv-Jaffa | Israël    | 4 181 479  |
| 7    |        | Athènes        | Grèce     | 3 800 000  |
| 8    |        | Tripoli        | Libye     | 3 072 000  |
| 9    |        | Tunis          | Tunisie   | 2 751 341  |
| 10   |        | Valence        | Espagne   | 2 513 965  |
| 11   |        | Antalya        | Turquie   | 2 511 700  |
| 12   |        | Beyrouth       | Liban     | 2 424 000  |
| 13   |        | Gaza           | Palestine | 1 816 000  |
| 14   |        | Marseille      | France    | 1 873 707  |
| 15   |        | Oran           | Algérie   | 1 520 274  |